# Françoise Fabian
Françoise Fabian, egentligen Michelle Cortès, född 10 maj 1933 i Alger i Franska Algeriet, är en fransk skådespelerska. Hennes far var spanjor och hennes mor polska. Hon växte upp i Algeriet och flyttade i början av 1950-talet till Paris, där hon studerade vid Conservatoire national supérieur d'art dramatique. Hon debuterade som skådespelerska på scen 1954 och på film 1956. År 1957 gifte hon sig med regissören Jacques Becker, som dock avled 1960. Hon är mest känd för den kvinnliga huvudrollen i Min natt med Maud i regi av Éric Rohmer. Hon har nominerats till Césarpriset för bästa kvinnliga biroll två gånger, 1989 för Tre biljetter till den 26:e och 2014 för Les Garçons et Guillaume, à table !

## Filmer i urval
- Den glade damskräddaren (1956)
- Tsarens kurir (1956)
- Kommissarie Maigret ser rött (1963)
- Belle de jour – dagfjärilen (1967)
- Min natt med Maud (1969)
- Snuten (1969)
- Raphaël ou le débauché (1971)
- Besatt av djävulen (1972)
- Kärlek på eftermiddagen (1972)
- De unga hämnarna (1972)
- Ett gott nytt år (1973)
- Kändisen (1973)
- En åklagares död (1975)
- Madame Claude – erotikens drottning (1977)
- Tre biljetter till den 26:e (1988)
- Återföreningen (1989)
- Kärlek tur & retur (2004)
- Det är bara förnamnet (2012)
- Les Garçons et Guillaume, à table ! (2013)